# Centrolene petrophilum
Centrolene petrophilum är en groddjursart som beskrevs av Pedro M. Ruiz-Carranza och Lynch 1991. Centrolene petrophilum ingår i släktet Centrolene och familjen glasgrodor. IUCN kategoriserar arten globalt som starkt hotad. Inga underarter finns listade i Catalogue of Life.